# Runcinia sitadongri
Runcinia sitadongri är en spindelart som beskrevs av Gajbe 2004. Runcinia sitadongri ingår i släktet Runcinia och familjen krabbspindlar. Inga underarter finns listade i Catalogue of Life.